# Tony Klatka
Tony Klatka es un trompetista y compositor norteamericano de jazz, nacido el 6 de marzo de 1946.
Además de participar en las big bands de Stan Kenton (finales de los años 1960) y, sobre todo, de Woody Herman (1969-1974), donde coincidió con Forrest Buchtel. Con los Thundering Herds de Herman, grabó siete álbumes y compuso para ellos varios temas. También colaboró con músicos como Mike Bloomfield. Ese mismo año, 1974, se incorpora al grupo de jazz-rock, Blood, Sweat & Tears, con quienes permanece hasta 1978, participando en cinco discos. En su último periodo en la banda, vuelve a coincidir con Buchtel en una sección de metales integrada, además, por Dave Bargeron y Bill Tillman. Cuando la banda se deshace, tras una gira por Europa, Klatka regresa con Woody Herman. Entre 1981 y 1988, se reeditan buena parte de las grabaciones realizadas con la banda de Herman. 
Después colabora con artistas como James Davis, Steve Conn o Chris Daniels, y participa en varias bandas (Flash cadillac, Denver Brass...), además de continuar componiendo para diversas formaciones. Actualmente, es profesor en el "Colorado Conservatory for the Jazz Arts".